# Giovanni Di Rocco
Giovanni Di Rocco (Napoli, 27 dicembre 1970) è un ex calciatore italiano, di ruolo difensore.

## Carriera

### Club
Cresciuto nel Napoli, esordisce in Serie A coi partenopei nel 1988-1989 raccogliendo due presenze e vincendo la Coppa UEFA.
La stagione successiva passa alla Torres in Serie C1 dove è titolare, per raggiungere poi l'Ascoli l'anno successivo, rimanendovi per quattro stagioni e mezza che lo vedono tornare in massima serie dove raccoglie ulteriori 12 presenze.
A fine 1994 torna alla Torres scesa in Serie C2, rimanendovi per una stagione e mezza. Poi è alla Nocerina dal 1996 al 1998, al Crotone la stagione successiva, alla Cavese dal marzo al novembre 2000, al Catania fino al 2001, al Atletico Tricase fino al 2002.
Nel 2003 passa al Campobasso appena ripartita nel campionato di Eccellenza. Nel 2004 arriva al Giugliano dove conclude la sua carriera nel 2006.

### Nazionale
Fa parte della spedizione italiana al Campionato mondiale di calcio Under-17 del 1987 in Canada, disputando tutti i 6 incontri che la Nazionale disputa nel torneo, classificandosi quarta.

## Statistiche

### Presenze e reti nei club
| Stagione         | Squadra          | Campionato       | Campionato | Campionato | Coppe nazionali | Coppe nazionali | Coppe nazionali | Coppe continentali | Coppe continentali | Coppe continentali | Totale | Totale |
| Stagione         | Squadra          | Comp             | Pres       | Reti       | Comp            | Pres            | Reti            | Comp               | Pres               | Reti               | Pres   | Reti   |
| ---------------- | ---------------- | ---------------- | ---------- | ---------- | --------------- | --------------- | --------------- | ------------------ | ------------------ | ------------------ | ------ | ------ |
| 1988-1989        | Napoli           | A                | 2          | 0          | CI              | 4               | 0               | CU                 | 0                  | 0                  | 6      | 0      |
| 1989-1990        | Torres           | C1               | 34         | 0          | CI-C            | ?               | ?               | -                  | -                  | -                  | 34+    | 0+     |
| 1990-1991        | Ascoli           | B                | 7          | 0          | CI              | 0               | 0               | -                  | -                  | -                  | 7      | 0      |
| 1991-1992        | Ascoli           | A                | 12         | 0          | CI              | 2               | 0               | -                  | -                  | -                  | 14     | 0      |
| 1992-1993        | Ascoli           | B                | 10         | 1          | CI              | 1               | 0               | -                  | -                  | -                  | 11     | 1      |
| 1991-1992        | Ascoli           | B                | 9          | 0          | CI              | 1               | 0               | -                  | -                  | -                  | 10     | 0      |
| lug.-ott. 1994   | Ascoli           | B                | 0          | 0          | CI              | 0               | 0               | -                  | -                  | -                  | 0      | 0      |
| Totale Ascoli    | Totale Ascoli    | Totale Ascoli    | 38         | 1          |                 | 4               | 0               | -                  | -                  | -                  | 42     | 1      |
| nov. 1994-1995   | Torres           | C2               | 15         | 0          | CI-C            | ?               | ?               | -                  | -                  | -                  | 15+    | 0+     |
| 1995-1996        | Torres           | C2               | 33         | 0          | CI-C            | ?               | ?               | -                  | -                  | -                  | 33+    | 0+     |
| Totale Torres    | Totale Torres    | Totale Torres    | 82         | 0          |                 | ?               | ?               | -                  | -                  | -                  | 82+    | 0+     |
| 1996-1997        | Nocerina         | C1               | 25         | 0          | CI+CI-C         | 4+?             | 0+?             | -                  | -                  | -                  | 29+    | 0+     |
| 1997-1998        | Nocerina         | C1               | 31         | 0          | CI+CI-C         | 2+?             | 0+?             | -                  | -                  | -                  | 33+    | 0+     |
| Totale Nocerina  | Totale Nocerina  | Totale Nocerina  | 56         | 0          |                 | 6+              | 0+              | -                  | -                  | -                  | 62+    | 0+     |
| 1998-1999        | Crotone          | C1               | 20         | 0          | CI-C            | ?               | ?               | -                  | -                  | -                  | 20+    | 0+     |
| mar.-giu. 2000   | Cavese           | C2               | 9          | 0          | CI-C            | ?               | ?               | -                  | -                  | -                  | 9+     | 0+     |
| nov. 2000-2001   | Catania          | C1               | 8          | 0          | CI-C            | ?               | ?               | -                  | -                  | -                  | 8+     | 0+     |
| 2001-2002        | Tricase          | C2               | 7          | 0          | CI-C            | ?               | ?               | -                  | -                  | -                  | 7+     | 0+     |
| 2002-2003        | Carrarese        | C1               | 24+2       | 2+0        | CI-C            | ?               | ?               | -                  | -                  | -                  | 26+    | 2+     |
| 2003-2004        | Campobasso       | Ecc              | ?          | ?          | CI-DM           | ?               | ?               | -                  | -                  | -                  | ?      | ?      |
| 2004-2005        | Giugliano        | C2               | 21         | 0          | CI-C            | ?               | ?               | -                  | -                  | -                  | 21+    | 0+     |
| 2005-2006        | Giugliano        | C2               | 25         | 0          | CI+CI-C         | 1+?             | 0+?             | -                  | -                  | -                  | 26+    | 0+     |
| Totale Giugliano | Totale Giugliano | Totale Giugliano | 46         | 0          |                 | 1+              | 0+              | -                  | -                  | -                  | 46+    | 0+     |
| Totale Carriera  | Totale Carriera  | Totale Carriera  | 294        | 3          |                 | 15+             | 0+              |                    | 0                  | 0                  | 309+   | 3+     |

## Palmarès

### Club

#### Competizioni internazionali
- Coppa UEFA: 1

Napoli: 1988-1989